# The Ballad of Rodger Young
The Ballad of Rodger Young est un chant de guerre américain composé par Frank Loesser pendant la Seconde Guerre mondiale, en mars 1945. La ballade est une élégie au soldat Rodger Wilton Young, qui est mort après avoir détruit seul un nid de mitrailleuses japonais le 31 juillet 1943.